# Henry Bibby

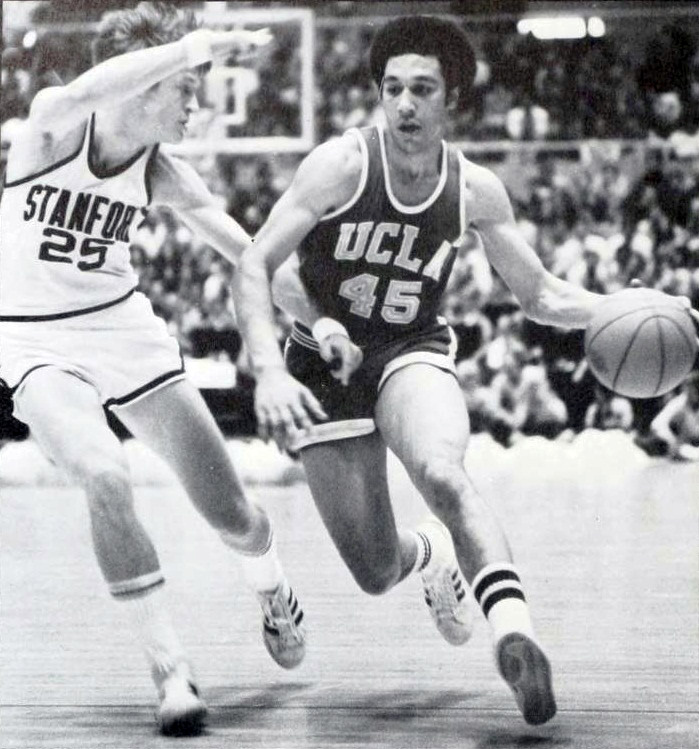
Foto de Bibby no anuário da UCLA de 1971

Charles Henry Bibby (nascido a 24 de Novembro de 1949) é um ex-jogador de basquetebol profissional  americano que jogou nos New York Knicks, New Orleans Jazz, Philadelphia 76ers, e San Diego Clippers da National Basketball Association (NBA). Também passou uma temporada como treinador assistente de jogadores para a Lancaster Lightning da Continental Basketball Association (CBA).
Em 1969, Bibby dividiu as honras do MVP na equipe de calouros da UCLA com o guarda Andy Hill, já que Bibby era o artilheiro da equipe (26,8 ppg).
Em 17 de janeiro de 2006, Bibby foi contratado pelo Philadelphia 76ers como assistente técnico da equipe do Maurice Cheeks e permaneceu lá até o final da temporada 2007-2008, quando seu contrato não foi renovado. Em fevereiro de 2009 ele foi contratado pelo Memphis Grizzlies como treinador adjunto. Ele permaneceu na equipe até 2013, quando se juntou à equipe técnica do Detroit Pistons.
Bibby é irmão de Jim Bibby, um ex-jogador da Liga Principal de Beisebol, e pai de Mike Bibby, que jogou na NBA. Bibby e seu filho são uma das quatro duplas de pai e filho que ganham um campeonato de basquete da NCAA. Eles foram inicialmente afastados depois que ele se divorciou de sua esposa levando-o a declarar publicamente "Meu pai não faz parte de minha vida" depois de ganhar o título da NCAA em 1997, mas mais tarde eles se reconectaram a partir de 2002, o auge de sua carreira na NBA.